# 暑さ寒さも彼岸まで
暑さ寒さも彼岸まで（あつささむさもひがんまで）とは「冬の寒さ（余寒）は春分頃（3月20日前後）まで、夏の暑さ（残暑）は秋分（9月20日前後）頃までには和らぎ、凌ぎやすくなる」という意味の、日本の慣用句である。
実際、気象庁などの観測データによれば、この慣用句の意味するところが概ね的を射ていることは推測可能である。ただし、北日本（東北・北海道）と南日本（九州・沖縄）では比較的大きな差があり、年によって異なるが概ね春分までは冬の季節現象では降雪・積雪・凍結・結氷・降霜の恐れと、気温では真冬日・冬日になることもあり、また概ね秋分までは夏の季節現象では猛暑日・真夏日・熱帯夜になることもある。
平均気温に例えると、3月の春の彼岸は概ね11月下旬から12月上旬（北日本は12月上旬から中旬）の気温、9月の秋の彼岸は概ね5月下旬から6月上旬（南日本は6月上旬から下旬）の気温とほぼ同じであり、それぞれ秋から冬への過渡期の晩秋、春から夏への過渡期の初夏の平均気温と等しくなる。
なお、この慣用句の意味を転じて、「辛いこともいずれ時期が来れば去っていく」という意味の諺（ことわざ）として用いられることも決して少なくない。